# Into My Arms
Into My Arms – ballada rockowa otwierająca album The Boatman’s Call Nicka Cave’a i the Bad Seeds, wydana również jako singiel. W tym utworze Nick Cave śpiewa i gra na pianinie, a na basie gra Martyn P. Casey.

## Spis utworów
1. Into My Arms
2. Little Empty Boat
3. Right Now I’m Roaming

Producenci: Nick Cave and the Bad Seeds i Flood